# Berteaucourt-lès-Thennes
Berteaucourt-lès-Thennes – miejscowość i gmina we Francji, w regionie Hauts-de-France, w departamencie Somma.
Według danych na rok 1990 gminę zamieszkiwało 411 osób, a gęstość zaludnienia wynosiła 157 osób/km² (wśród 2293 gmin Pikardii Berteaucourt-lès-Thennes plasuje się na 601. miejscu pod względem liczby ludności, natomiast pod względem powierzchni na miejscu 1084.).